# Flabuta (pratique)
La flûte à trois trous (flaüta, flabuta…) est une flûte à bec, le plus souvent en buis, produisant le son grâce à un sifflet. 
Les trois trous mélodiques permettent de jouer d’une seule main, la gauche le plus souvent. Toutes les combinaisons étant possibles, c’est l'obturation de ces trous et la pression de l'air qui déterminent la note obtenue. Chaque position de doigt produit donc plusieurs notes, harmoniques de la note de base, auxquelles il faut ajouter les notes obtenues avec des demi-trous. Ainsi elles couvrent peu ou prou une octave et demie, ce qui dépend de la qualité de l'instrument, mais aussi de l'habileté du musicien. Les tonalités de jeu, fixées par la tradition locale, dépendent pour l’essentiel de la longueur du tube, les plus fréquentes sont sol et la.
Le jeu de la flabuta à une main libère l’autre pour utiliser une percussion, soit un tambour à peau soit, en Gascogne, un tambourin à cordes. Dans les deux cas la parfaite complémentarité du couple instrumental fait du musicien un ensemble autonome, sorte d’homme-orchestre capable de produire simultanément la mélodie, l’accompagnement et le rythme.
Les tambourins à cordes (tom-tom) allient au mieux cette notion d’accompagnement rythmique et harmonique. Ils comprennent entre 5 et 7 cordes tendues sur une longue caisse en bois d’érable à l'aide de chevilles de buis. Ces cordes donnent deux notes à la quinte dont l'accord, La-mi ou Sol-ré, dépend de la tonalité de la flûte. Un réglage subtil permet à des cavaliers de cuivre, placés en haut de la table et au dessus de chaque corde, de " friser " avec elles. La vibration ainsi générée joue le même rôle que celle produite par la corde – le timbre – placée contre la peau des autres types de tambours-bourdons.
Le répertoire est constitué de sauts, danses typiquement masculines, de passe-rues et de branles, en couple mixte. La flabuta se pratique donc, accompagné du "tom-tom". Elle est souvent performée le 15 août, à Laruns pour les fêtes patronales du Haut-Ossau.

## Inscription à l'inventaire du PCI en France.
Le Ministère de la Culture a inscrit cette pratique à sa liste, Inventaire du patrimoine culturel immatériel en France, depuis 2012.